# Hermann Weinbuch
Hermann Weinbuch, född 22 mars 1960 i Bischofswiesen, Bayern, Västtyskland, är en tidigare västtysk nordisk kombinationsåkare som tog fyra medaljer på världsmästerskap under 1980-talet. I Seefeld in Tirol 1985 van hann 15 kilometer individuellt samt ingick i det västtyska lag som vann 3 x 10 kilometer lag, vilket han följde upp med i Oberstdorf 1987 då han tog ytterligare två medaljer (ingick i det västtyska lag som tog guld: på 3 x 10 kilometer, samt individuellt guld på 15 kilometer).
Weinbuch deltog också vid olympiska vinterspelen 1984 i Sarajevo, där han slutade åtta.
Han tävlade också i Holmenkollen skifestival, där han vann tävlingen i nordisk kombination två gånger; 1985 och 1987. 1987 fick han också dela på Holmenkollenmedaljen med Matti Nykänen.
Vid olympiska vinterspelen 2006 i Turin, var han tränare för det tyska landslaget i nordisk kombination, vilka tog tre medaljer (Georg Hettichs individuella guld och sprintguld, samt det tyska lagsilvret).

### Fotnoter
1. ↑  ”Hermann Weinbuch” (på engelska). Sports-Reference. Arkiverad från originalet den 18 april 2020. https://web.archive.org/web/20200418122842/https://www.sports-reference.com/olympics/athletes/we/hermann-weinbuch-1.html. Läst 17 september 2017.